# Гаучо (фильм)
«Гаучо» (итал. Il Gaucho) — итало-аргентинский кинофильм.

## Сюжет
Итальянская съёмочная группа и сопровождающие её лица отправляются через Атлантику на кинофестиваль в Буэнос-Айрес. Прибыв в Аргентину, каждый из делегации находит время для своих дел. Продюсер (Витторио Гассман) находит старых друзей, когда-то эмигрировавших сюда из Италии. Уже не первой молодости, но ещё весьма привлекательная актриса (Сильвана Пампанини) отчаянно ищет себе богатого жениха.

## В ролях
- Витторио Гассман — Марко Равиччио
- Амедео Наццари — Маруччелли
- Сильвана Пампанини — Лучана
- Нино Манфреди — Стефано
- Анни Горассини — Лорелла
- Мария Грация Буччелла — Мара
- Нандо Анжелини — Альдо
- Нелли Паницца — Инес
- Гидо Горгатти — Джулио
- Нора Карпена — Лида

## Награды
- Премия «Золотая Гролла» за лучшую мужскую роль (Нино Манфреди)[2]